# María de Jesús Patricio Martínez
María de Jesús Patricio Martínez   (Tuxpan, 23 de desembre de 1963) coneguda amb el sobrenom de «Marichuy», és una metgessa tradicional i defensora dels drets humans mexicana d'origen nahua. Va ser elegida pel Congrés Nacional Indígena (CNI) com a representant per a les eleccions federals de Mèxic de 2018 com a candidata independent a la presidència de la República.

## Biografia
Va néixer a la comunitat nahua de Tuxpan. En la seva infantesa va estudiar educació primària, i de gran la secundària i el batxillerat. Des de petita va observar com les dones grans de la seva comunitat curaven els malalts d'ensurt, espant, aduenado, bilis, debilitat, o de la canícula. El 1987, la seva mare va perdre la mobilitat de cintura cap avall i, després de tres anys de tractament amb metges especialistes sense notar millora, va decidir demanar ajut als curanderos de la seva comunitat i ella mateixa va començar a tractar la seva mare. Després de tres mesos de curacions, la seva mare va tornar a caminar. Amb aquesta experiència Maria de Jesús Patricio va decidir continuar aprenent medicina tradicional.
El 1994, després de l'aixecament de l'Exèrcit Zapatista d'Alliberament Nacional, la comunitat de Tuxpan va ser convidada a participar en un fòrum nacional indígena, convocat pel moviment zapatista, que es va realitzar a San Cristóbal de Las Casas i Patricio va ser triada com a representant de la seva comunitat.
Atès al seu compromís contra el masclisme i la reconstitució de les comunitats, Patricio va tenir l'oportunitat el 29 de març del 2001, com a part de la Marcha del color de la tierra, de parlar en nom de les dones indígenes de Mèxic davant el Congrés de la Unió, «per a deixar clar que el procés de reconstitució integral dels pobles indígenes del país és una tasca que incumbeix tant a l'home com a la dona, en una mateixa lluita per aconseguir el nostre ple alliberament».
El 1995, es va instal·lar a Tuxpan la Casa de Salut Calli tecolhuacateca tochan en què Marichuy va començar a col·laborar amb els seus coneixements de medicina tradicional i herbolària. Pel seu treball en medicina tradicional i recuperació de l'herbolària a la Casa de Salut de Tuxpan, el maig del 2015 li va ser atorgat el premi al Mérito Tuxpanense per part de l'ajuntament d'aquest municipi.

### Consell Indígena de Govern
El Consell Indígena de Govern (CIG) és la proposta que el CNI ha llançat al país i als pobles indígenes. La iniciativa és una crida a l'organització nacional des de baix i a l'esquerra per a governar Mèxic, des de l'altra política, la dels pobles, la de l'assemblea, la de la participació de tothom. El CIG ha manifestat que aquesta és la manera com els pobles s'organitzen per a prendre les decisions sobre els assumptes i problemes que els afecten, des de l'horitzontalitat, des de l'anàlisi i la presa de decisions col·lectiva.
El CIG es regeix pels 7 principis del CNI: servir i no servir-se, construir i no destruir, obeir i no manar, proposar i no imposar, convèncer i no vèncer, baixar i no pujar, representar i no suplantar. El CIG està integrat per regidors, una dona i un home de cada llengua de les diferents regions on es troben els pobles, tribus i nacions que conformen el CNI, regidors que van ser elegits pels usos i costums a les seves assemblees i espais de decisió, i que assumeixen el compromís de participar activament en aquest espai per a portar a les seves assemblees les propostes i accions que emanin del CIG.

## Pensament
Marichuy va declarar en iniciar la seva campanya als caracoles zapatistes: «Hem d'unir-nos, tenim aquesta tasca gran, treure aquest sistema capitalista que està acabant amb les nostres comunitats, que està acabant amb els nostres pobles, que ens està desposseint del que és nostre, de que estiguin contaminant totes aquestes aigües i tallant tots aquests boscos, per això cal unir-se i, junts, tombar aquest sistema capitalista que no només acabarà amb les nostres comunitats i pobles, sinó que acabarà amb tota la vida de l'ésser humà i que és present a les comunitats indígenes i a les grans ciutats».

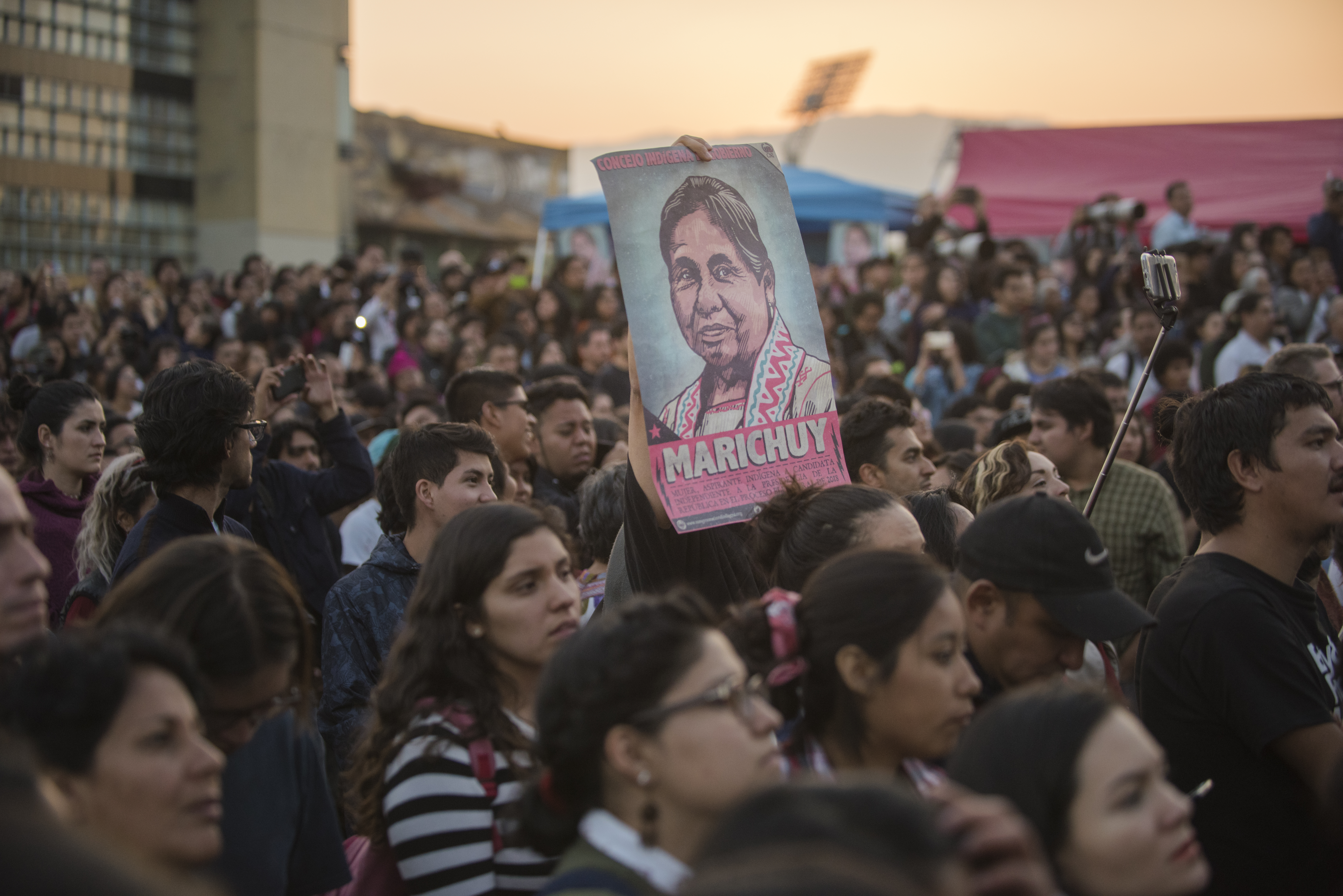
Míting de Marichuy a la Ciutat Universitària el 2017

A això se sumen les idees sobre l'enfortiment i la unitat dels pobles i comunitats indígenes del CNI, que es consideren a si mateixos com a protectors dels béns comunals. «Es tracta, en definitiva, de la defensa d'una manera de viure i de ser, de relacionar-se amb la mare terra amenaçada pels projectes miners i hidrocarburífics, per les grans corporacions de l'energia en les modalitats hidràulica, eòlica i solar, per la privatització de l'aigua i per megaprojectes a les anomenades zones econòmiques especials (ZEE) que, amb epicentre a l'istme de Tehuantepec, obriran una nova fase d'acumulació per despossessió o despulla neocolonial sobre territoris on sobreviuen formes de propietat comunal i ejidal de la terra».
Ha declarat diverses vegades que la seva lluita és per unir forces tant amb els treballadors del camp com de la ciutat, i no només pels pobles indígenes sinó per tots els que se sentin agreujats pel sistema neoliberal.
El 28 de novembre de 2017, Marichuy es va presentar al Campus central de la Universitat Nacional Autònoma de Mèxic de la Ciutat de Mèxic. Abans de l'esdeveniment i per mitjà de les xarxes socials, Rubén Albarrán, integrant de Cafè Tacvba, i diversos cantants de rock van cridar a assistir a l'acte polític assegurant que «no és una iniciativa electoral, sinó una proposta política d'organització i lluita».

## Obra publicada
- Hierberos, remedios y curanderos: herencia de la medicina tradicional.[11]